# Els Timmers-van Klink
E. M. (Els) Timmers-van Klink (* 20. Januar 1949 in Schiedam) ist eine niederländische Politikerin der VVD.

## Werdegang
Timmers-van Klink unterrichtete 15 Jahre Deutsch. 1988 wurde sie Ratsmitglied der Rotterdamer Teilgemeinde Kralingen-Crooswijk und später Vorsitzende. Seit 1998 ist sie Bürgermeisterin von Oegstgeest.
| Personendaten    | Personendaten                       |
| ---------------- | ----------------------------------- |
| NAME             | Timmers-van Klink, Els              |
| ALTERNATIVNAMEN  | Timmers-van Klink, E. M.            |
| KURZBESCHREIBUNG | niederländische Politikerin der VVD |
| GEBURTSDATUM     | 20. Januar 1949                     |
| GEBURTSORT       | Schiedam                            |